# Meliboeus bisetus
Meliboeus bisetus es una especie de escarabajo barrenador metálico del género Meliboeus, familia Buprestidae, orden Coleoptera.

## Taxonomía
Fue descrita por Thunberg en 1827 y publicada en Thunberg C. P. Coleoptera Capensia, antennis filiformibus, enurmerata et nova descripta. Nova Acta Regiae Societatis Scientiarum Upsaliensis 9:1-52. (1827).